# Conseil militaire suprême

Armoiries du Nigeria.

Le Conseil militaire suprême était l'organe qui a dirigé le Nigeria après le coup d'État nigérian de 1983. Son président, Muhammadu Buhari, était le chef de l'État. Cela a duré jusqu'en 1985 lorsque, à la suite d'un autre coup d'État, Ibrahim Babangida a remplacé le corps par un nouveau Conseil de gouvernement des forces armées (qui a duré jusqu'en 1993). 
Yakubu Gowon a mis en place un précédent Conseil militaire suprême qui a dirigé le Nigéria de 1966 à 1979 jusqu'à la Deuxième République du Nigeria. 

## Membres
| prénom                   | Rôle (rang)                                                                  |
| ------------------------ | ---------------------------------------------------------------------------- |
| Muhammadu Buhari         | Président / Chef d’État (Maj. -Gen.)                                         |
| Babatunde Idiagbon       | Chef de cabinet (Maj. -Gen.)                                                 |
| Domkat Yah Bali          | Ministre de la défense (Maj. -Gen.)                                          |
| Ibrahim Babangida        | Chef d’état-major (Maj. -Gen.)                                               |
| Augustus Aikhomu         | Chef d'état-major de la marine (commodore)                                   |
| Ibrahim Alfa             | Chef d'état-major de la Force aérienne (Air-Vice Marshal)                    |
| Mamman Jiya Vatsa        | Ministre du Territoire de la capitale fédérale, Abuja (Maj. -Gen.)           |
| Mohammed Magoro          | Ministre de l'intérieur (Maj. -Gen.)                                         |
| Sanni Abacha             | Officier général commandant, 2e division mécanisée (Maj. -Gen.)              |
| Joseph Olayeni Oni       | Officier général commandant de la 1re Division mécanisée (Brig. )            |
| Muhammad Gado Nasko      | Commandant du Corps d’Artillerie du Nigeria (Maj. -Gen.)                     |
| Yohanna Yerima Kure      | Officier général commandant la 82e division (Brig.)                          |
| Salihu Ibrahim           | Officier général commandant la 3e division blindée (colonel)                 |
| Okoh Ebitu Ukiwe         | Officier de drapeau, Commandement de la marine occidentale (Capt.)           |
| Larry Koinyan            | Représentant, Force aérienne du Nigeria (Air Cdre.)                          |
| Gris Eronmosele Longe    | Secrétaire du gouvernement militaire fédéral et chef de la fonction publique |
| Chike Offodile           | procureur général                                                            |
| Mohammed Lawal Rafindadi | Directeur général de l'Organisation de la sécurité nationale                 |
| James Etim Okon Lnyang   | Inspecteur général de police                                                 |

## Sources
- "Nigeria 1984: An Interim Report", CSIS Africa Notes, Centre d'études stratégiques et internationales de l'université de Georgetown, 29 février 1984.
- L'Annuaire Europa World, 1985, volume II, p.   2322